# Satyrus bustilloi
Satyrus bustilloi är en fjärilsart som beskrevs av Ramon Agenjo Cecilia 1963. Satyrus bustilloi ingår i släktet Satyrus och familjen praktfjärilar. Inga underarter finns listade.